# Nikon Coolpix L100

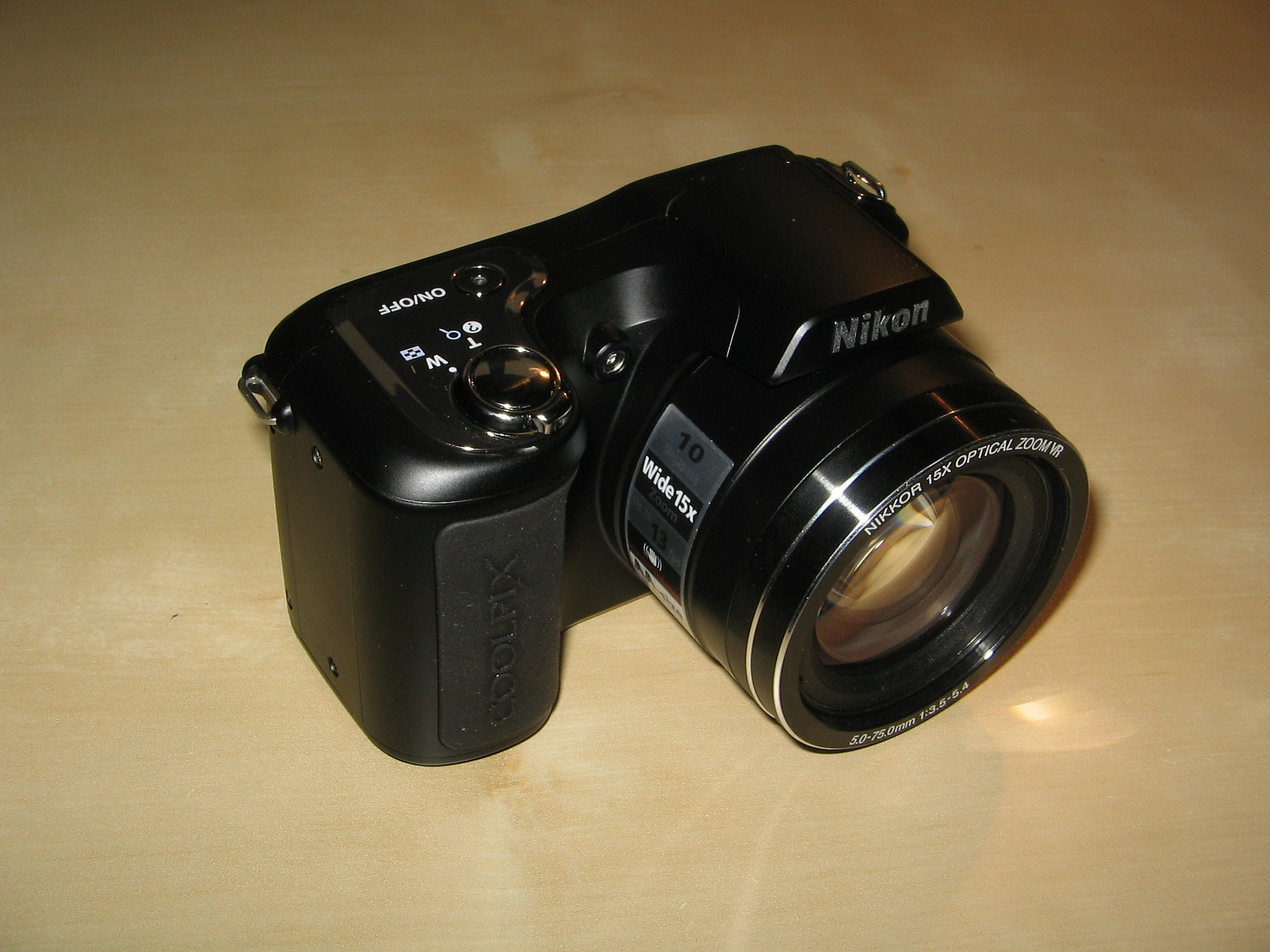
Nikon Coolpix L100

A Nikon Coolpix L100 é uma câmera fotográfica digital,semi-compacta, produzida pela empresa japonesa Nikon Corporation, pertencente a série "Life" de câmeras digitais Nikon, que são destinadas a usuários comuns e também a usuários amadores em fotografia.

## Características
As características da Nikon L100 incluem:
- Lente Angular de vidro Nikkor alcançando um zoom óptico de até 15x (28-420 mm)

- Obturador 1/1000 - 2 SEG

- Sensor de 10 Megapixels (500 x 760 mm)

- Regulagem ISO 80-3200

- Visor da Câmera LCD de 3 polegadas

- Alimentação por Pilhas Padrão AA: Alcalinas ou de Lítio recarregáveis (recomendados pela fabricante)

- Formato de foto JPEG

A Nikon Coolpix L100 é considerada pela fabricante, como uma ótima opção para quem não deseja se aventurar muito nas habilidades de uma câmera fotográfica profissional, mas que espalda pela qualidade da fotografia. O que torna a Coolpix L100 como uma ótima opção para iniciantes e amadores, se dá no seu zoom óptico de até 15x, que garante um critério positivo e um avanço comparando a câmeras compactas digitais que possuem geralmente um zoom óptico máximo de 5x.
Atualmente a Nikon Coolpix L100 enfrenta a nível, modelos de outras marcas como a Sony DSC-H20 ou a Canon SX120 IS que apresentam configurações e preços parecidos.

## Compatibilidade com pilhas recarregáveis
Devido a um problema no firmware da câmera, os usuários de pilhas recarregáveis, não conseguirão acompanhar o nível de descarga da pilha, ja que câmera apresentara o nível de energia como vazio. Neste caso se faz necessário, acessar o site da fabricante, para que faça a atualização do firmware da câmera.

## Ligações Externas
- Site Oficial da Nikon
- Review da Coolpix L100